# Sonpeth
Sonpeth é uma cidade  no distrito de Parbhani, no estado indiano de Maharashtra.

## Demografia
Segundo o censo de 2001, Sonpeth tinha uma população de 13,022 habitantes. Os indivíduos do sexo masculino constituem 52% da população e os do sexo feminino 48%. Sonpeth tem uma taxa de literacia de 61%, superior à média nacional de 59.5%: a literacia no sexo masculino é de 71% e no sexo feminino é de 50%. Em Sonpeth, 16% da população está abaixo dos 6 anos de idade.